# ميغيل أنخيل روميرو
ميغيل أنخيل روميرو (بالإسبانية: Miguel Ángel Romero)‏ (2 سبتمبر 1975 بروساريو في الأرجنتين - ) هو لاعب كرة قدم أرجنتيني في مركز الوسط. لعب مع أوداكس إيتاليانو وإيفرتون دي فينا ديل مار وتيغري وكولو-كولو وكوريكو يونيدو ولوتا شفاغر ‏ ونادي كوكيمبو أونيدو وديبورتيس ماجالانز واتحاد سان فيليبي ‏ ونادي كوبريلوا ونادي أتلتيكو أرجنتينو.

## وصلات خارجية
- ميغيل أنخيل روميرو على موقع قاعدة بيانات كرة القدم.إي يو (الإنجليزية)